# د فیرفیلد فور
د فیرفیلد فور (به انگلیسی: The Fairfield Four) یک گروه موسیقی گاسپل آمریکایی است که از سال ۱۹۲۱ فعالیت‌اش را آغاز کرد.
اعضای اولیهٔ گروه برادران کریترز-Rufus و هَری- بودند. پدر آن‌ها پیشوای روحانی کلیسای باپتیست فیرفیلد در نشویل تنسی بود که فرزندانش را به فراگیری آواز گاسپل تشویق می‌کرد. پس از مدتی و با پیوستن جان بَتِل به آن‌دو، آن‌ها یک گروه سه نفره را تشکیل دادند.
هَری خوانندهٔ باریتون بود، Rufus خوانندهٔ باس و جان بَتِل که صدای تنور داشت خواننده اصلی بود. پس از چند سال یک عضو جدید به نام لاتیمر گرین و به‌عنوان خواننده اصلی دوم به جمع آن‌ها اضافه شد که بعدها جای‌اش را به ساموئل مک‌کرری داد. ترکیب گروه در طول بیش از ۸ دهه فعالیت بارها دست‌خوش تغییر شده و در حال حاضر اعضای گروه از ترکیب اولیه متفاوت هستند.
اساس موسیقی فیرفیلد فور بر پایهٔ هم‌آوایی چهار صدایی آلتو، تنور، باریتون و باس استوار است و سبک آن‌ها ریشه در موسیقی آفریقایی دارد که در دوران برده‌داری و از طریق مهاجران به ایالات متحده راه یافت.
گروه در سال ۱۹۹۷ و با اجرای یک آهنگ در آلبوم Blue Moon Swamp جان فاگرتی (خوانندهٔ سی‌سی‌آر) مورد توجه عموم واقع شدند و پس از آن در چند اجرای زنده نیز با فاگرتی همراهی کرده‌اند.
آن‌ها در سال ۱۹۹۸ برندهٔ جایزهٔ گرمی «بهترین آلبوم سول گاسپل سنتی» شدند و در سال ۲۰۰۱ ساوندترک فیلم آه ای برادر، تو کجایی؟ که یکی از آهنگ‌های فیرفیلد فور به نام «درهٔ محزون» در آن استفاده شده بود، برندهٔ گرمی «بهترین آلبوم سال» شد. آهنگ «درهٔ محزون» در سکانس قبر کندن فیلم استفاده شده و اعضای گروه در نقش کوتاه گورکن‌ها ظاهر می‌شوند و ترانه را اجرا می‌کنند.